# 大和屋竺
大和屋 竺（やまとや あつし、1937年6月19日 - 1993年1月16日）は、日本の脚本家、映画監督、俳優。アニメーション脚本家、中央競馬馬主の大和屋暁は息子。

## 経歴
1937年6月19日、北海道三笠市幌内町に生まれる。父は炭鉱労働者、母は没落旧家の出身だった。
1953年、父の停年退職に伴い、一家で上京。葛飾区青砥に住む。
1958年、2年間の浪人生活を経て早稲田大学第一文学部に入学（専攻は日本史）。在学中は田中陽造らと「稲門シナリオ研究会」に所属し、田中の脚本で16ミリ映画『一・〇五二』を監督した。
1962年、早稲田大学卒業。日活株式会社助監督部（第8期）に入社。同期に岡田裕、曽根義忠（中生）、山口清一郎らがいた。主に斎藤武市の助監督を務め、牛原陽一、中平康、野口博志、滝沢英輔らにもついた。
1964年、日活助監督グループの一員として若松孝二の元に出入りするようになる。
1965年、若松孝二監督『情事の履歴書』の脚本を曽根義忠、榛谷泰明と共同で執筆。ペンネームは3人の名前を組み合わせた「大谷義明」。また、この年、日活を休職してボルネオ、シンガポールを放浪。しかし、現地で金が尽き、若松孝二に送金を仰いで11月に帰国。この借金返済のために監督することになったのが第1回監督作品である『裏切りの季節』である。プロデュースは若松孝二、公開は1966年5月。
1966年6月、日活を退社、本格的に若松プロに参加。また、この年、足立正生、沖島勲も若松プロに参加している。一方、曽根義忠に誘われて鈴木清順を中心とする脚本家グループ「具流八郎」に参加。メンバーは鈴木清順、木村威夫、田中陽造、曽根義忠、岡田裕、山口清一郎、榛谷泰明に大和屋竺を加えた8人だったとされる。
1967年6月、この「具流八郎」名義のシナリオとしては唯一の映画化作品となった『殺しの烙印』が公開される。大和屋竺は「具流八郎」の中心メンバーとして前半部分を担当するとともに俳優としても出演（演じたのはナンバー4の殺し屋である「スタイリストの高」）。また主題歌の「殺しのブルース」（作詞：具流八郎、作曲：楠井景久）も唄った。完成した作品は批評家や若い映画ファンに熱狂的に支持されたが、当時の日活社長・堀久作は完成した作品を観て激怒。翌年の年頭社長訓示において、本作品を「わからない映画を作ってもらっては困る」と名指しで非難し、同年4月には、鈴木に対し電話で一方的に専属契約の打ち切りを通告した。日活を追われた鈴木清順は、以後、1977年の『悲愁物語』まで丸10年、不遇の時代を過ごすことになる。なお、鈴木清順解雇の知らせを受けた大和屋竺は「今までの生涯でただ一度大声を出して泣いた」という。10月、第2回監督作品『荒野のダッチワイフ』が公開される。プロデュースは国映の矢元照雄。製作費は240万円だった。
1968年、再び若松プロで『毛の生えた拳銃』を監督。脚本の「大山村人」は大和屋竺の変名（他にも「大山敦」「日野洸」「出口出」「宗豊」などの変名が知られている）。なお、この映画を見た東京ムービーの大隅正秋がTVアニメ『ルパン三世』の脚本を依頼。以来、大和屋竺は同シリーズに脚本・監修として関わることになる。
1973年、内藤誠監督の依頼で『番格ロック』の脚本を山本英明と共同執筆。また荒戸源次郎のプロデュースで5年ぶりとなる新作『愛欲の罠』（原題は『朝日のようにさわやかに』。『愛欲の罠』は日活で配給される際に付けられたタイトル）を監督。これが天象儀館の第1回映画作品となる。
1974年、内藤誠の紹介で東映教育映画部製作の『発見への出発（たびたち）』を監督。助監督は柳町光男だった。また荒戸源次郎製作、平岡正明脚本で『朝日のようにさわやかに 食用美人篇』の企画が持ち上がるが実現しなかった。
1977年、鈴木清順の10年ぶりの新作となる『悲愁物語』の脚本を書く。なお、本作で主役を務めた原田芳雄と大和屋竺はかねてより親交があり、この時も大和屋竺が具流八郎名義で書いた「ゴーストタウンの赤い獅子」を『映画評論』で読んだ原田芳雄が「なんとか映画化したいと思って、大和屋さんのところに相談しに行った。清順さんは『殺しの烙印』から10年近くたってたから、そろそろどうかなって」。ところが、既に次回作が決まっており、それが『悲愁物語』だったという。もしこの時、『悲愁物語』の企画が立ち上がっていなければ、鈴木清順の10年ぶりの新作は「ゴーストタウンの赤い獅子」だった可能性もある。
1984年、テレビ東京で『20才のストリッパー美加マドカ 裸の履歴書』を監督。放映日は1984年5月18日。
1990年8月、大和屋竺が関った劇場用一般映画としては最後の作品となった『オーロラの下で』が公開される。戸川幸夫の原作『オーロラの下で』を舞台をアラスカからロシア革命前後のシベリアに移すなど、大幅に改変した。
1993年1月16日、食道がんのため死去。55歳没。3月、第2回日本映画プロフェッショナル大賞特別賞を受賞。授賞理由は「映画の極北で輝き続けた異端の巨星を悼んで」。
1994年、荒井晴彦、竹内銃一郎、福間健二編『悪魔に委ねよ 大和屋竺映画論集』（ワイズ出版）、高橋洋、塩田明彦、井川耕一郎編『荒野のダッチワイフ 大和屋竺ダイナマイト傑作選』（フィルムアート社）が刊行される。

## フィルモグラフィー

### 映画
- 情事の履歴書（1965年） - 脚本（大谷義明名義）
- 裏切りの季節（1966年） - 監督・脚本（大谷義明名義）
- 情欲の黒水仙（1967年） - 脚本（大谷義明名義）
- 避妊革命（1967年） - 出演
- 密通（1967年） - 脚本（大谷義明名義）
- 殺しの烙印（1967年） - 脚本（具流八郎名義）・出演・主題歌（「殺しのブルース」）
- 荒野のダッチワイフ（1967年） - 監督・脚本
- 網の中の暴行（1967年） - 脚本（大谷義明名義）
- 犯して！犯して！大合戦（1967年） - 脚本（大山敦名義）
- 蒼いフィルム 品さだめ（1968年）- 脚本（大山村人名義）
- 毛の生えた拳銃（1968年） - 監督・脚本（大山村人名義）
- 金瓶梅（1968年） - 脚本
- 寝強犯（1969年） - 脚本（日野洸名義）
- 処女ゲバゲバ（1969年） - 脚本（出口出名義）・出演
- 男殺し女殺し 裸の銃弾（1969年） - 脚本（出口出名義）
- 引き裂かれたブルーフィルム（1969年） - 脚本（日野洸名義）
- おんな地獄唄 尺八弁天（1970年） - 脚本（日野洸名義）
- 花弁のもだえ（1970年） - 脚本（宗豊名義）
- 濡れ牡丹 五悪人暴行篇（1970年） - 脚本（日野洸名義）・出演
- 叛女 夢幻地獄（1970年） - 出演
- 野良猫ロック セックスハンター（1970年） - 共同脚本（大和屋竺、藤井鷹史）
- ネオン警察 ジャックの刺青（1970年） - 共同脚本（大和屋竺、曽根義忠）
- ㊙湯の町 夜のひとで（1970年） - 脚本（日野洸名義）
- 八月の濡れた砂（1971年） - 共同脚本（藤田敏八、峯尾基三、大和屋竺）
- らしゃめんお万 彼岸花は散った（1972年） - 脚本・出演
- 八月はエロスの匂い （1972年） - 共同脚本（藤田敏八、大和屋竺）
- セックス・ハンター 濡れた標的（1972年） - 脚本
- 戦国ロック 疾風の女たち（1972年） - 共同脚本（大和屋竺、藤井鷹史）
- ラブ・シンフォニー（1972年） - 監督※重延浩、永井圭輔、大和屋竺の3人によるオムニバス映画。
- エロスは甘き香り（1973年） - 脚本
- 戦争を知らない子供たち（1973年） - 共同脚本（大和屋竺、藤田敏八、古俣則男、松本正志）
- 王国（1973年） - 出演
- 昭和おんなみち 裸性門（1973年） - 脚本
- 番格ロック（1973年） - 共同脚本（山本英明、大和屋竺）
- 愛欲の罠（1973年） - 監督・出演
- 発見への出発（1974年） - 監督※教育映画
- 大人のオモチャ ダッチワイフ・レポート（1975年） - 脚本
- 発禁 肉蒲団（1975年） - 脚本
- 裸足のブルージン（1975年） - 共同脚本（大和屋竺、長野洋、藤田敏八）
- 中学時代 受験にゆらぐ心（1976年） - 出演（ドラキュラという渾名の社会科教師役）※教育映画
- 国際線スチュワーデス 官能飛行（1976年） - 脚本
- 蛇と女奴隷（1976年） - 共同脚本（大和屋竺、佐藤日出夫、向井寛）
- 不連続殺人事件（1977年） - 共同脚本（大和屋竺、田中陽造、曽根中生、荒井晴彦）
- 青年の樹（1977年） - 脚本
- 悲愁物語（1977年） - 脚本
- 星空のマリオネット（1978年） - 共同脚本（大和屋竺、橋浦方人）
- 堕靡泥の星 美少女狩り（1979年） - 脚本
- マタギ（1982年） - 共同脚本（大和屋竺、後藤俊夫）
- カポネ大いに泣く（1985年） - 共同脚本（大和屋竺、木村威夫、鈴木岬一）
- 餓鬼魂（1985年） - 脚本※オリジナルビデオ作品
- 傷だらけの勲章（1986年） - 脚本
- チェッカーズ SONG FOR U.S.A.（1986年） - 出演
- ドグラ・マグラ（1988年） - 共同脚本（松本俊夫、大和屋竺）・出演
- オーロラの下で（1990年） - 共同脚本（大和屋竺、イジョフ・ヴァレンティン・イワノヴィッチ）
- にぎやかな家族（1991年） - 脚本※教育映画

### 劇場アニメ
- ルパン三世 ルパンVS複製人間（1978年） - 脚本[6][注 3]
- あしたのジョー2（1981年） - 脚本協力
- 浮浪雲（1982年） - 脚本[8]
- 冒険者たち ガンバと7匹のなかま（1984年） - 脚本
- 超人ロック（1984年） - 脚本
- ルパン三世 バビロンの黄金伝説（1985年）- 脚本[9]
- 時空の旅人（1986年） - 脚本

### テレビドラマ
- 恐怖劇場アンバランス（1973年） - 出演・入成の成助 役（第1話「木乃伊の恋」）
- 必殺からくり人・血風編（1976年） - 脚本（第7話「恨みに棹さす紅い精霊舟」）
- 新・必殺仕置人（1977年） - 脚本（第7話「貸借無用」）
- 日曜恐怖シリーズ（1979年） - 脚本・出演（第10話「穴の牙」）
- 探偵物語（1979年） - 共同脚本（第24話「ダイヤモンド・パニック」）
- プロハンター（1981年） - 脚本（第21話「殺人志願」）
- 火曜サスペンス劇場「乱れからくり ねじ屋敷連続殺人事件」（1982年） - 脚本
- ロボット8ちゃん（1981年） - 構成（第4話）
- バッテンロボ丸（1983年） - 構成（第41話）
- ぬるぬる燗燗（1992年） - 主題歌

### テレビアニメ
- ルパン三世（第1シリーズ）（1971年 - 1972年）- 脚本（第2、7話）[10]
- ルパン三世（第2シリーズ）（1977年 - 1980年） - 脚本（第4、23、26、29、31、32、99、103話）・シリーズ構成（第52話から）[11]
- ルパン三世 PARTIII（1984年 - 1985年） - 脚本（第1、29話）[12]
- ガンバの冒険（1975年） - 脚本（第14、15、25、26話）[13]
- 元祖天才バカボン（1975年 - 1977年） - 脚本（第52、56、60、61、63、65、68、72、77話）
- あしたのジョー2（1980年 - 1981年） - 脚本（第18、19、24、25話）
- 怪物くん（1980年 - 1982年） - 脚本
- キャッツ・アイ（第1シリーズ）（1983年 - 1984年） - 脚本（第5、8話）
- パーマン（2作目）（1983年 - 1985年） - 脚本

### オリジナル・ビデオ・アニメ
- 妖獣戦線 アドベンチャーKiD（1992年） - 脚本

## 著書
- 悪魔に委ねよ 大和屋竺映画論集（ワイズ出版、1994年）
- 荒野のダッチワイフ 大和屋竺ダイナマイト傑作選（フィルムアート社、1994年）

## 大和屋竺を題材とした作品
- 『R★P ロマンポルノ』てしろぎたかし、久麻當郎著、ICE。関係者や日活への取材をもとにした”実録”マンガ。[14]